# 브래드 스나이더
브래들리 마이클 스나이더(영어: Bradley Michael Snyder, 1982년 5월 25일 ~ )는 미국의 야구 선수이자, 멕시코 멕시칸 리그 바케로스 라구나의 선수이다.

## 미국 프로야구시절
2003년 클리블랜드 인디언스에 1라운드 18번으로 지명되었다. 1라운더인만큼 5툴을 고루 갖춘 외야수로 평가되었으나, 인디언스 부동의 주전 5툴 중견수 그래디 사이즈모어와 시애틀 매리너스에서 트레이드된 추신수와의 주전 경쟁에 밀려 기회를 잃기도 했다. 2014년 텍사스 레인저스에서 외야와 1루를 오가는 백업 요원으로 활동하다 시즌 중 웨이버 공시되었다.

## 한국 프로야구시절

### LG 트윈스시절
2014년 7월 2일 KBO 리그 LG 트윈스와 계약, 시즌 중 웨이버 공시된 외국인 타자 조쉬 벨의 대체 용병으로 영입되었다. 그는 7월 8일 두산전 대타로 출장하여 첫타석을 데드볼로 장식하고, 첫 타수는 풀카운트 삼진으로 마무리했다. 7월 9일 두산전에는 선발 출장하여 연장 10회말 무사 1루 상황에서 사실상 승부를 결정짓는 2루타를 날려 승리에 기여했다.
포스트시즌 직전까지 계속 부진을 면치 못하자, 그의 타격 자세를 보아 왔던 김무관 타격코치의 제안으로 콘택트 렌즈를 착용하였다.
2014 정규 시즌에는 타율 2할 1푼 4홈런에 그쳤으나, 포스트시즌에서는 8경기에 나서 타율 4할 3푼 3리에 2홈런 6타점으로 LG 트윈스가 플레이오프까지 진출하는 데 큰 활약을 했다.
하지만 포스트 시즌에서의 활약에도 불구하고 외국인선수 재계약 의사 통지 마감일인 2014년 11월 25일 LG 트윈스에서 자유계약 공시됐다.
이후 그의 포스트 시즌 맹타를 높이 평가하여 좌타자 영입을 추진하고 있었던 넥센 히어로즈와 총액 38만 달러에 계약하며 곧바로 이적했다.

### 넥센 히어로즈시절
2015년에 처음으로 실시된 준PO 와일드카드 결정전에서 6회말 2사 1루 상황에서 박헌도의 대타로 출전해 11회말 원아웃 2루 때 정우람의 초구를 받아쳐 우익수 옆으로 빠지는 동점타를 날리며 유재신을 불러들였다. 이후 김성현의 끝내기 실책으로 주자가 홈인하여, 넥센 히어로즈가 승리하며 와일드카드 결정전 MVP로 선정됐다. 이는 KBO 출범 이래 처음으로 기록된 와일드카드 결정전 MVP이다. 그의 별명은 공격엔 스나이퍼, 수비엔 스파이더였다.
내년부터 구장을 옮기는 구단의 방침상, 그리고 박병호의 4번타자 공백을 메울 만한 강한 타자가 필요해서 결국 넥센 히어로즈는 그와의 재계약을 포기하였다. 차기 시즌 그의 대체 선수로 대니 돈이 영입됐다.

## 통산 기록
| 연 도          | 소 속          | 나 이          | 출 장 | 타 석 | 타 수 | 득 점 | 안 타 | 2 루 타 | 3 루 타 | 홈 런 | 타 점 | 도 루 | 도 실 | 볼 넷 | 삼 진 | 타 율 | 출 루 율 | 장 타 율 | O P S | 루 타 | 병 살 타 | 몸 맞 | 희 타 | 희 플 | 고 4 |
| -------------- | -------------- | -------------- | ----- | ----- | ----- | ----- | ----- | ------- | ------- | ----- | ----- | ----- | ----- | ----- | ----- | ----- | -------- | -------- | ----- | ----- | -------- | ----- | ----- | ----- | ---- |
| 2010           | CHC            | 28             | 12    | 28    | 27    | 1     | 5     | 1       | 0       | 0     | 5     | 0     | 0     | 1     | 12    | .185  | .214     | .222     | .437  | 6     | 0        | 0     | 0     | 0     | 0    |
| 2011           | CHC            | 29             | 8     | 9     | 9     | 1     | 1     | 0       | 0       | 0     | 0     | 0     | 0     | 0     | 6     | .111  | .111     | .111     | .222  | 1     | 0        | 0     | 0     | 0     | 0    |
| 2014           | TEX            | 32             | 10    | 34    | 30    | 3     | 5     | 1       | 0       | 2     | 3     | 0     | 0     | 4     | 10    | .167  | .265     | .400     | .665  | 12    | 1        | 0     | 0     | 0     | 0    |
| 2014           | LG             | 32             | 37    | 113   | 100   | 17    | 21    | 7       | 0       | 4     | 17    | 0     | 2     | 9     | 31    | .210  | .292     | .400     | .692  | 40    | 0        | 3     | 0     | 1     | 0    |
| 2015           | 넥센           | 33             | 113   | 487   | 431   | 88    | 121   | 26      | 1       | 26    | 71    | 4     | 2     | 37    | 135   | .281  | .349     | .527     | .876  | 227   | 2        | 11    | 3     | 5     | 0    |
| MLB 통산 : 3년 | MLB 통산 : 3년 | MLB 통산 : 3년 | 30    | 71    | 66    | 5     | 11    | 2       | 0       | 2     | 8     | 0     | 0     | 5     | 28    | .167  | .225     | .288     | .513  | 19    | 1        | 0     | 0     | 0     | 0    |
| KBO 통산 : 2년 | KBO 통산 : 2년 | KBO 통산 : 2년 | 150   | 600   | 531   | 105   | 142   | 33      | 1       | 30    | 88    | 4     | 4     | 46    | 166   | .267  | .338     | .503     | .841  | 267   | 2        | 14    | 3     | 6     | 0    |